# Figaro Nunatak
Figaro Nunatak är en nunatak i Antarktis. Den ligger i Västantarktis. Argentina, Chile och Storbritannien gör anspråk på området. Toppen på Figaro Nunatak är 581 meter över havet, eller 260 meter över den omgivande terrängen. Bredden vid basen är 3,0 km.
Terrängen runt Figaro Nunatak är kuperad åt nordost, men åt sydväst är den platt. En vik av havet är nära Figaro Nunatak söderut.  Trakten är obefolkad. Det finns inga samhällen i närheten.